# Michael Lüftner
Michael Lüftner (* 14. března 1994) je český fotbalový obránce a bývalý mládežnický reprezentant, od léta 2017 hráč kyperského týmu Omonia Nikosia, kde hostuje z dánského týmu FC Kodaň .Jeho vzorem je španělský obránce Sergio Ramos.

## Klubová kariéra
Lüftner je odchovancem FK Teplice, na podzim 2012 byl poprvé povolán do A-mužstva, předtím chvíli působil v B-týmu. V Gambrinus lize debutoval ve věku 18 let v utkání 21. října 2012 proti FC Hradec Králové (prohra 0:2), trenér Zdeněk Ščasný jej nasadil do základní sestavy. V sezoně 2012/13 se zúčastnil s Teplicemi boje o záchranu v nejvyšší soutěži.
Po sérii dobrých výkonů přestoupil v zimní přestávce sezóny 2016/17 do pražské Slavie, které i dříve fandil a byla jeho vysněným angažmá. V sezóně 2016/17 získal se Slavií titul mistra nejvyšší české soutěže.
V létě 2017 jej získal s využitím výstupní klauzule ve smlouvě dánský klub FC Kodaň.

## Reprezentační kariéra
Lüftner reprezentoval Českou republiku v mládežnických týmech od kategorie U16. Reprezentoval ČR na Mistrovství Evropy hráčů do 17 let 2011 v Srbsku, kde ČR obsadila 3. místo v základní skupině B a kvalifikovala se tak na Mistrovství světa hráčů do 17 let 2011 v Mexiku. I tohoto turnaje se Michael Lüftner zúčastnil, česká reprezentace U17 obsadila poslední čtvrtou příčku základní skupiny D.
Za českou jedenadvacítku debutoval 14. srpna 2013 v přátelském utkání proti hostujícímu Nizozemsku a byla to vítězná premiéra, „lvíčata“ porazila mladé Nizozemce 1:0.
Trenér Vítězslav Lavička jej v červnu 2017 vzal na Mistrovství Evropy hráčů do 21 let v Polsku. Český tým obsadil se třemi body 4. místo v základní skupině C.

## Statistika odehraných zápasů

### Podrobná
| Sezóna           | Klub             | Soutěž                 | Z   | M     | G |
| ---------------- | ---------------- | ---------------------- | --- | ----- | - |
| 2012/13          | FK Teplice       | Gambrinus liga         | 13  | 839   | 1 |
| 2012/13          | FK Teplice       | Pohár České pošty      | 4   | 360   | 0 |
| 2012/13          | FK Teplice       | Celkem v sezóně        | 16  | 1 199 | 1 |
| 2013/14          | FK Teplice       | Gambrinus liga         | 9   | 748   | 0 |
| 2013/14          | FK Teplice       | Celkem v sezóně        | 9   | 748   | 0 |
| 2014/15          | FK Teplice       | Synot liga             | 24  | 1 971 | 0 |
| 2014/15          | FK Teplice       | Pohár FAČR             | 6   | 540   | 1 |
| 2014/15          | FK Teplice       | Celkem v sezóně        | 30  | 2 511 | 1 |
| 2015/16          | FK Teplice       | Synot liga             | 27  | 2 385 | 3 |
| 2015/16          | FK Teplice       | MOL Cup                | 1   | 90    | 0 |
| 2015/16          | FK Teplice       | Celkem v sezóně        | 28  | 2 475 | 3 |
| 2016/17          | FK Teplice       | ePojisteni.cz liga     | 14  | 1 200 | 1 |
| 2016/17          | FK Teplice       | MOL Cup                | 1   | 90    | 0 |
| 2016/17          | SK Slavia Praha  | ePojisteni.cz liga     | 14  | 1 225 | 0 |
| 2016/17          | SK Slavia Praha  | MOL Cup                | 2   | 180   | 0 |
| 2016/17          | SK Slavia Praha  | Celkem v sezóně        | 31  | 2 695 | 1 |
| 2017/18          | FC København     | Superligaen            | 1   | 90    | 0 |
| 2017/18          | FC København     | Liga mistrů (předkola) | 2   | 135   | 0 |
| Celkem v kariéře | Celkem v kariéře | Celkem v kariéře       | 117 | 9 653 | 6 |

Aktuální k 19. 7. 2017

### V jednotlivých soutěžích
| Soutěž                 | Z   | M     | G |
| ---------------------- | --- | ----- | - |
| Česká liga             | 101 | 8 368 | 5 |
| Český pohár            | 13  | 1 260 | 1 |
| Liga mistrů (předkola) | 2   | 135   | 0 |
| Superligaen            | 1   | 90    | 0 |